# Fell (cheval)
Pour les articles homonymes, voir Fell (homonymie).
Le Fell (anglais : Fell) est une race de poney anglaise, d'environ 1,38 m au garrot. Il tient son nom de sa région originelle, les fells (collines) du Nord de l'Angleterre. Il y est historiquement utilisé comme poney de charge et vit en semi-liberté.

## Histoire
Les poneys Fells auraient été créés à l'époque de la colonisation romaine des Îles Britanniques.  Dans la région frontière entre l'Angleterre et l'Écosse, les étalons de guerre d'importation auraient été croisés avec les poneys celtes de la région. Au début, la couleur prédominante était un marron tirant vers le noir, par la suite on a obtenu des animaux de robe brune, baie et grise. Ce poney tient son nom de son biotope historique, les fells (collines) du Lake District.
Son stud-book est créé dès 1916.
La reine Élisabeth II a des chevaux Highland et Fell dans ses écuries du château de Windsor.

## Description

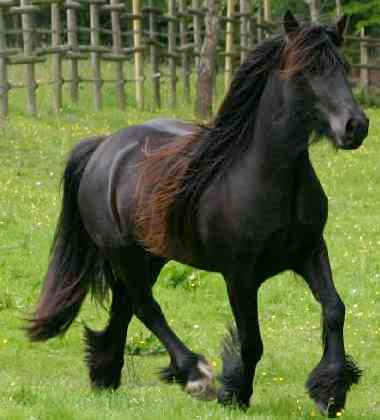
Poney Fell vu de trois-quarts avant

Le Fell est génétiquement et morphologiquement très proche du Dales. La taille varie de 1,32 m à 1,42 m, l’idéal étant 1,38 m. La tête est petite, avec un front large, de grands naseaux, des yeux généreux et intelligents, des oreilles courtes et alertes. L'épaule est solide, longue et bien oblique. Le corps est fort et profond avec l’arrière-main bien musclée, une crinière et une queue longues, des crins abondants. Les membres sont courts et puissants, osseux, aux articulations longues et saines. Au niveau des pieds, les paturons doivent être légèrement obliques. Les fanons abondent de poils fins et soyeux. Les sabots sont durs et d’un « bleu » caractéristique. Le poney Fell doit présenter de grandes enjambées à toutes les allures, avec une bonne articulation du genou et du jarret.

### Robes
Les robes robes admises sont le noir, le bai-brun et le gris, une étoile blanche sur la tête et des balzanes blanches sont permises sur les postérieurs. Un excès de taches blanches n'est pas souhaitable mais de tels poneys sont enregistrables.

### Tempérament et entretien
Les qualités principales de ce poney sont la résistance, la vigueur et l'intelligence qui lui permettent de vivre et de bien se porter dans les conditions dures prévalant sur les fells.

### Sélection
Le Fell est victime d'une maladie mendélienne récessive mortelle, le syndrome d'immunodéficience du poulain. Il touche environ 10 % des naissances chez la race, avant les études visant à l'éliminer (en 2011). Une sélection génétique sur les reproducteurs doit être mise en place pour éviter les naissances de poulains malades.

## Utilisations

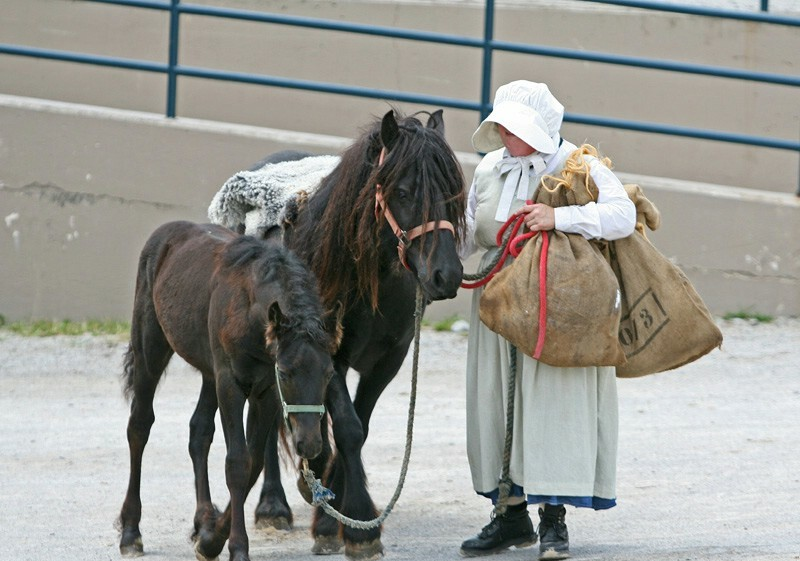
Poney Fell bâté

Le poney Fell est historiquement un animal multi-tâches, notamment de charge, qui transporte le plomb et le charbon. Son corps robuste, ses courtes jambes solides et son humeur égale permettent de le faire voyager jusqu'à 380 km par semaine. Il est réputé dans tout le nord pour son trot rapide et soutenu. Beaucoup d'histoires racontent ses exploits en distance et en rapidité.
Ces poneys bien dressés sont désormais utilisés pour la randonnée et l'attelage. Le Fell procure une promenade agréable, car son activité, sa force et sa vigueur, acquises au fil des générations dans son environnement de montagnes lui donnent un bon équilibre, essentiel pour cette utilisation. Comme poney d'attelage, le Fell a une force et une résistance exceptionnelles, son apparence lui donne un air « sérieux ». Avec la combinaison de bons genoux plats, de jarrets forts, d'un dos court et d'un air actif tout particuliers aux poneys de montagnes, il est agréable de le voir travailler. Les poneys Fells participent à la chasse, travaillent avec les troupeaux, font l'attelage, toutes sortes d'activités de monte et travaillent même dans les forêts à tirer du bois. Un dicton déclare :
« You cannot put a Fell Pony to the wrong job. »

« On ne peut pas faire faire à un poney Fell un travail qui ne lui convient pas. »

## Diffusion de l'élevage

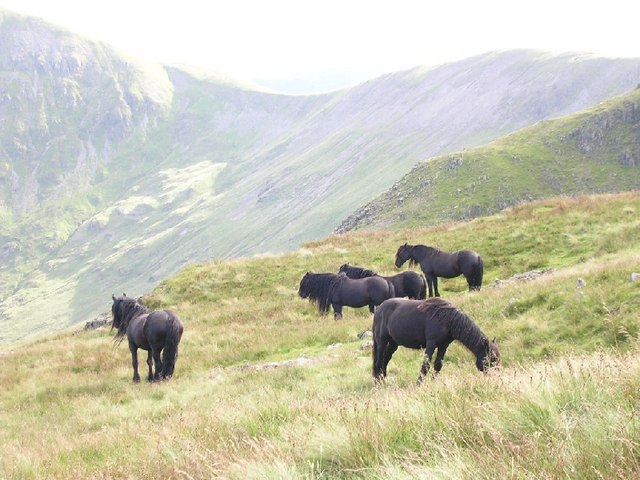
Poneys Fell semi-sauvages en Angleterre

Le Fell reste une race avec peu d'effectifs. Il existe toujours des troupes semi-sauvages qui se reproduisent sur les fells, mais pas si nombreuses qu'autrefois. Le Fell est principalement élevé en Angleterre en semi-liberté, ce qui permet à la race de conserver sa rusticité face à un climat rigoureux. On en retrouve aussi en Europe, aux États-Unis et au Canada.
Equus Survival Trust classe la race comme étant « Vulnérable » (entre 500 et 1 500 femelles aptes à se reproduire) aux États-Unis, d'après l'évaluation de 2016.